# 数理经济学
数理经济学（英語：mathematical economics）是运用数学方法来阐述经济学理论和分析经济学问题的学科。从广义上说，数理经济学是运用数学模型来进行经济分析，解释经济学现象的理论。从狭义上来说，是特指法國經濟學家瓦尔拉斯（Léon Walras）开创的一般均衡理论体系。通常可分為靜態分析與動態分析。
這個理論首先設立“人是理性的”這個假設，然後利用各種數學方法，來模擬各種經濟學現象，並進推論出有關問題的解決方案。